# Glücksburg (Schiff)
Die Glücksburg war ein Passagierschiff der Flensburger Förde Reederei und deren erster Neubau nach dem Zweiten Weltkrieg.

## Geschichte
Das Schiff wurde am 4. Mai 1959, zwei Tage vor ihrem Stapellauf in Husum, nach der gleichnamigen Stadt an der Flensburger Förde getauft und am 4. Juli desselben Jahres ausgeliefert. Das Aussehen des Schiffes stieß auf Zustimmung, so dass auch die folgenden Neubauten in Husum nach den gleichen Linien geordert wurden. Dennoch wurde das bis dahin offene Oberdeck mit einem Witterungsschutz versehen, bis 1974 bei HDW in Kiel ein fester Aluminiumaufbau installiert wurde. Auch war das Schiff zunächst als reines Passagierschiff geplant. Die Einrichtungen für die später unternommenen Butterfahrten wurden nachgerüstet. Vor dem Umbau verkehrte die Glücksburg zwischen Flensburg und Kollund. Danach kam sie zusammen mit der Mürwik auf der Ems zwischen Leer und Delfzijl zum Einsatz, ehe sie 1976 an die Lübeck-Flensburger KG Seetouristik verchartert wurde. Für diese fuhr sie weiterhin Einkaufsfahrten zu kleineren Ostseehäfen, die von größeren Schiffen nicht angelaufen werden konnten. Drei Jahre später machte die Glücksburg Einkaufsfahrten ab Wilhelmshaven wie schon zuvor auf der Förde und der Ems. Dies hielt an bis 1985, wobei sie ab 1983 in Charter der Harle-Reederei Warrings fuhr. Danach fuhr sie im gleichen Dienst erneut in Flensburger Gewässern, zwischen Flensburg, Kollund, Holnis und Sønderborg. 1987 wurde sie an eine Reederei aus Papenburg verchartert, die sie unter dem Namen Gisela von Papenburg erneut auf der Ems einsetzte, bis sie wiederum ein Jahr später unter ihrem alten Namen in ihrem alten Revier fuhr. 1993 wurde die Glücksburg an die FRS Charter GmbH & Co. verkauft und für die dortige Weiße Flotte GmbH auf Hiddensee registriert. Im folgenden Jahr wurde sie in Dornbusch umgetauft und kam als Fähre auf der Linie Stralsund – Rügen – Hiddensee in Fahrt. Vier Jahre darauf, im Jahr 1998, wurde sie an Cabo Verde Sailing in Mindelo auf den Kap Verden verkauft, in Eirene umbenannt und dorthin überführt. Nach 1999 lag sie in Mindelo auf, bis sie 2006 an eine dortige Abbruchwerft verkauft wurde.